# Кулапрабхавати
Кулапрабхавати или Колпрапхеавоти (кхмер. កុលប្រភាវតី, IAST: Kulaprabhāvatī) — правительница Бапнома (514—517), супруга Джаявармана Каудиньи.

## Биография
Кулапрабхавати стала первой царствующей королевой камбоджийского государства со времен легендарной царицы по имени Сома. Её супругом был король Бапнома, — Джаяварман Каундинья, — один из первых исторически засвидетельствованных монархов в истории Камбоджи. Кулапрабхавати упоминается в надписи как «великая королева, главная супруга короля Джаявармана». Санскритское слово «кула» (санскр. कुल, IAST: kula) в переводе на русский язык означает «семья», а «прабхавати» — «высочество» (санскр. प्रभावती, IAST: prabhāvatī). 
В китайском отчете «История Ляна» упоминается, что король Бапнома Джаяварман умер в 514 году, и «сын наложницы, Рудраварман, убил своего младшего брата, сына законной жены, и взошел на трон».
Засвидетельствовано, что у Джаявармана был еще один сын по имени Гунаварман, и поскольку все надписи, в которых упоминаются Гунаварман и Кулапрабхавати, являются вайшнавскими, вероятно, Гунаварман был сыном Кулапрабхавати и Джаявармана, а младший сын был убит своим сводным братом Рудраварманом, который по всей видимости был последователем Шивы, а не Вишну.
В 517 году король Рудраварман направил своих первых послов в Китай и был признан китайским императором королем Бапнома. В этот момент он посетовал, что его вступление на камбоджийский престол оспаривалось. Похоже, что смерть короля Джаявармана привела к трехлетней войне за престолонаследие между царем Рудраварманом и его овдовевшей мачехой, — королевой Кулапрабхавати, которая сама претендовала на трон после смерти своего супруга и была поддержана некоторыми представителями знати. Вероятно китайские источники отразили этот факт потому, что женщины-монархи представлялись им чем-то невероятным вплоть до прихода к власти императрицы У Цзэтянь.